# Alan Peacock
Alan Peacock, född 29 oktober 1937 i Middlesbrough, North Yorkshire, död 29 juni 2025, var en brittisk (engelsk) professionell fotbollsspelare. Han spelade 283 ligamatcher och gjorde 153 mål som anfallsspelare i Middlesbrough, Leeds United och  Plymouth Argyle mellan 1954 och 1968 då han tvingades sluta på grund av skada.
Han spelade även sex landskamper för England och gjorde tre mål.